# Lezama (Argentina)

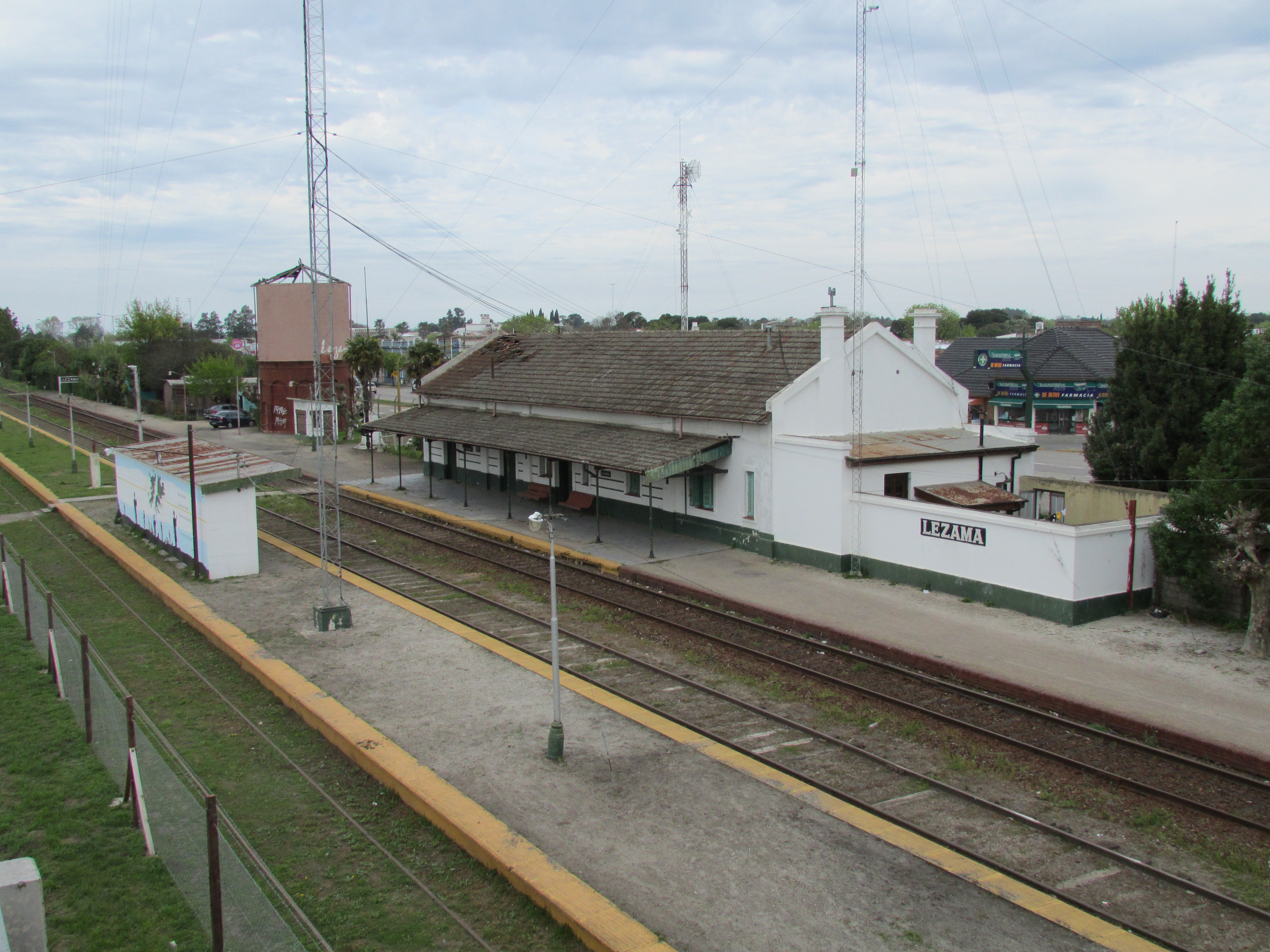
Estación ferroviaria de Lezama.

Lezama (ex Pueblo y Colonia de Manuel J. Cobo) es una ciudad argentina, cabecera del partido de Lezama, en la provincia de Buenos Aires. Se encuentra ubicada a 157 km al sur del centro de la ciudad de Buenos Aires, con la cual está comunicada principalmente por la Autovía 2 (km 156,5) y un importante ramal ferroviario, y a 38 km de Chascomús. La ruta provincial 57 nace en esta ciudad y empalma con la ruta provincial 41 que va de Castelli a Baradero. La Autovía 2 divide a la ciudad en dos partes: el barrio Este o El Tero y el barrio Oeste donde se encuentra el centro cívico y plaza principal.
Lezama perteneció al partido de Chascomús hasta fines de 2009, año en el que la Cámara de Diputados le otorgó su autonomía.

## Historia

### Orígenes del Partido de Biedma, límites y autoridades
El partido fue creado por aprobación del proyecto de división de campaña al interior del Río Salado presentado por el Poder Ejecutivo del 24 de octubre de 1864, convertido en Ley N.º 422 el día siguiente y reglamentado por decreto el 24 de febrero de 1865, que aprueba la subdivisión en 45 partidos, formándose el de Biedma por desmembramiento del partido de Chascomús.
El hacendado José Gregorio de Lezama, quien donara las tierras para el trazado y estación ferrocarril, pensó que un partido como el de Biedma, no podía carecer de una población que hiciera de cabecera y concibe el primer loteo donde quedan establecidos lugares para la plaza, en su actual ubicación, oficina de correos y dependencias municipales.
La mencionada reglamentación establece que el asiento del gobierno estará en el pueblo de Lezama, como ya se preveía se formaría alrededor de la estación. La superficie que se le asignaba era de 91.339 cuadras cuadradas o sea 57 leguas cuadradas.
Sus primeras autoridades recién fueron designadas 29 años después durante la Intervención Federal de Lucio Vicente López, siendo ministro de gobierno Ramón Santamarina, dictaminando el 23 de noviembre de 1893 un decreto especial para el partido de Biedma nombrando a una comisión municipal, para que designen de su seno al intendente, presidente del Consejo y demás autoridades que la administración de este partido necesitara. También se especifica la necesidad de la formación de un Registro Electoral y padrón de extranjeros.
La intendencia municipal estaba ubicada en el paraje denominado “Azotea Grande”, que ya era un centro comercial importante y lugar de parada obligado para los viajeros; la comisaría en el local “Esquina de los vascos” de Don Pascual Mathein y el Juzgado de Paz y Valuación en la estancia “San Francisco” de D. Higinio Aparicio.

### Disolución del Partido de Biedma
El 7 de febrero de 1894, la Municipalidad de Chascomús remite por nota al Ministerio de Gobierno de la provincia los totales de inscritos en el padrón electoral, anotándose que para Biedma es de 332 y Chascomús anota 1171. Cabe destacar que por entonces Chascomús ya era ciudad centenaria y que esta zona no tenía siquiera cabeza de partido, solamente establecimientos como “La Azotea Grande” y “La Nueva Florida” entre otros y tenía un 255% menos de habitantes.
Éstas y otras presiones llevaron a que las tierras destinadas al partido de Biedma, fueran nuevamente anexadas a Chascomús. Tal decisión fue adoptada por Decreto 2518 del 22 de diciembre, donde se deroga la creación del partido de Biedma. La misma dice:

El Senado y Cámara de Diputados de la provincia de Buenos Aires, etc. decreta:
Art. 1o. Derógase la Ley 422 del 25 de octubre de 1864 y decreto reglamentario de la misma de fecha 24 de febrero de 1865 en la parte referente a la creación del partido de Biedma.
- Art. 2o. Quedan comprendidos dentro de la jurisdicción del partido de Chascomús las tierras que por dicha ley se adjudicaron al partido de Biedma.
- Art. 3o. Comuníquese al Poder Ejecutivo.

Dado en la sala de sesiones de la Legislatura de la Provincia de Buenos Aires en la ciudad de La Plata a los diez y nueve días del mes de diciembre de mil ochocientos noventa y cuatro.

Luego de esto, Gregorio Lezama, decide la venta de sus tierras a Manuel J. Cobo, quien proyecta a esta zona a niveles internacionales con la fundación de dos cabañas. “La Belén” primero y luego “Las Barrancas”.
Enterado por conversaciones con Gregorio Lezama de sus proyectos de concreción de una población, primero decide elaborar una situación económica para toda la zona en función de sus cabañas, y la fundación de una localidad que sirviera de cabecera al nuevo partido, que pensaba reflotar.
El proyecto no pudo concretarse por la degradación de la salud del cabañero. Pero no obstante ello decide comenzar con la venta de lotes, quintas y chacras en torno a la estación del ferrocarril tomando como base el proyecto de Gregorio Lezama, pero ampliándolo significativamente.

### Autonomía
En 1997 el Concejo Deliberante de Chascomús “reconoce el derecho del pueblo de Lezama a peticionar ante las autoridades por su reclamo”. El mismo cuerpo colegiado declara por ordenanza al año 2003 como “Año de la Autonomía de Lezama”, cuando era presidido por la actual diputada Liliana Denot y el hoy nuevamente intendente, Juan Gobbi. En 2005 el Concejo crea una Comisión Mixta con representantes de ambas comunidades para el estudio de factibilidad. Este trabajo fue presentado en el Salón de los Espejos de la Municipalidad de Chascomús.
La Cámara de Diputados bonaerense aprobó el 22 de diciembre de 2009 el proyecto de Ley presentado por el entonces diputado provincial y exdelegado municipal Julio César Alfonsín, de restitución de la autonomía a la localidad de Lezama lo que la convirtió en el distrito 135 de la provincia de Buenos Aires. 
La iniciativa fue respaldada por 58 votos afirmativos, recibió 20 negativos y una abstención. De esta forma los lezamenses, una población de 4000 habitantes (2001), quedaron escindidos del partido de Chascomús. 
Así, la iniciativa recibió el apoyo de las bancadas del Frente para la Victoria, Unión - Pro, Peronismo Federal y la Coalición Cívica ARI, en tanto los bloques de los diputados de la Unión Cívica Radical y el GEN se opusieron a su tratamiento.

### Autoridades
El joven municipio ha tenido hasta la fecha 2 intendentes. Anteriormente contaba con Delegados Municipales, dependientes del partido de Chascomús.

#### Delegados municipales
- 1983 - 1991: Dr. Osvaldo Alfonsín (UCR)
- 1991 - 1995: Dr. Júlio César Alfonsín (UCR)
- 1995 - 1999: Prof. Marta Díaz de Casco (PJ)
- 1999 - 2003: Dr. Eduardo Mognone (UCR)
- 2003 - 2011: Agrim. Arnaldo Harispe (UCR)

#### Intendente
- 2011 - 2015: Dr. Carlos Marcelo Racciatti (FPV)
- 2015 - 2019: Agrim. Arnaldo Harispe (UCR)

#### Concejo Deliberante
El cuerpo deliberativo del partido se encuentra formado por seis ediles, según la cantidad de habitantes. Actualmente cuatro por el Frente Unión por Lezama (UCR-LXL-GEN) y dos por el Frente Para la Victoria.

## Educación
En cuanto al sistema de educación pública
- Jardín Maternal
- Jardín de infantes N.º 901
- Escuela Especial N.º 501
- Escuela N.º 1
- Escuela N.º 11
- Escuela Secundaria N.º 1

Además, cuenta con diez escuelas rurales correspondientes a la E.G.B emplazadas en todo el territorio del distrito: EP n 2 de Monasterio, EP n 3 de La Florida, EP n 4 de La Horqueta, EP n 5 de Pessagno, EP n 6 de La Azotea, EP n 7 de El Destino, EP n 8 de Barrancas, EP n 9 y EP n 10.
-Por otro lado, existe un circuito de Educación Privada representado por el Instituto Cristo Rey que cubre los niveles educativos EGB; Secundario y Preescolar.
- Centro de Adultos n.º 701
- Centro de Educación Física n.º 716.
- JIREMM del Paraje "El Destino"
- Institutos privados de idiomas; música y pintura.
- Escuela Abierta de Verano
- APAPEL (Asociación de Padres y Amigos de Personas Especiales de Lezama)
- Instituto Superior de Formación Docente y Técnica n.º 57
- Orquesta Escuela de Lezama
- Escuela de Fútbol Infantil
- Escuela de Artes y Oficios

## Medios de comunicación
El partido de Lezama tiene diversos medios de comunicación gráficos (Revista Catorcemil, Semanario Visión, Semanario Crecer, El Espejo), radiales (Fm La Nube, FM Sensaciones, FM Autónoma) y electrónicos (Portal de noticias www.infozona.com.ar - Infozona Noticias)

## Instituciones deportivas y culturales
Cuenta con instituciones culturales y deportivas:Club Atlético Manuel J. Cobo, Club Atlético Independiente, Club Atlético y Cultural El Tero, Lezama Fútbol Club Infantil (Lefucito) y Lezama Fútbol Club, que jugó el Torneo Argentino B

## Turismo
Se encuentran numerosos cascos de estancias, que permiten hacer encuentros y agasajos, así como turismo de estancia, entre los que se destaca, el de Estancia La Postrera a menos de 5 km del centro de la ciudad.
A 15 km cruza el distrito el río Salado del sur, río típico de llanura, hídricamente de aprovechamiento para la producción ganadera y también área de pesca.

## Geografía

### Población
Cuenta con 4,647 habitantes (Indec, 2010), lo que representa un incremento del 13% frente a los 6,231 habitantes (Indec, 2022) del censo anterior.
| Gráfica de evolución demográfica de Lezama entre 1960 y 2010 |
|                                                              |
| Fuentes: INDEC                                               |

## Parroquias de la Iglesia católica en Lezama
| Diócesis  | Chascomús  |
| --------- | ---------- |
| Parroquia | Cristo Rey |